# 고시노촌
고시노촌(越廼村)은 후쿠이현 뉴군에 놓여졌던 촌이다. 일본 동해로 돌출한 에치젠곶의 북쪽에 위치하고 있었다. 2006년 2월 1일 고시노촌 및 미야마정, 시미즈정 등 3개 정·촌이 후쿠이시에 편입합병되면서 폐지되었다. 폐지 시점에서는 후쿠이현의 기초자치단체에서 면적 최소, 인구 최소였다. 고시노 촌사무소는 후쿠이시 고시노 종합 지소가 되었다. 2005년 국세조사 때의 평균연령은 50.5세였다.

## 역사
- 1889년 4월 1일 - 정촌제 시행과 함께 고시노촌이 성립하였다.
- 1952년 7월 7일 - 고시노촌과 시모미사키촌이 합병해 새로운 고시노촌이 설치되었다.
- 2006년 2월 1일 - 고시노촌 및 미야마정, 시미즈정 등 3개 정·촌이 후쿠이시에 편입합병되고 폐지되었다.

## 교통

### 도로
- 국도 305호선(전 노선이 국도 365호선과 중복)
- 국도 365호선